# Tafelmusik (Telemann)

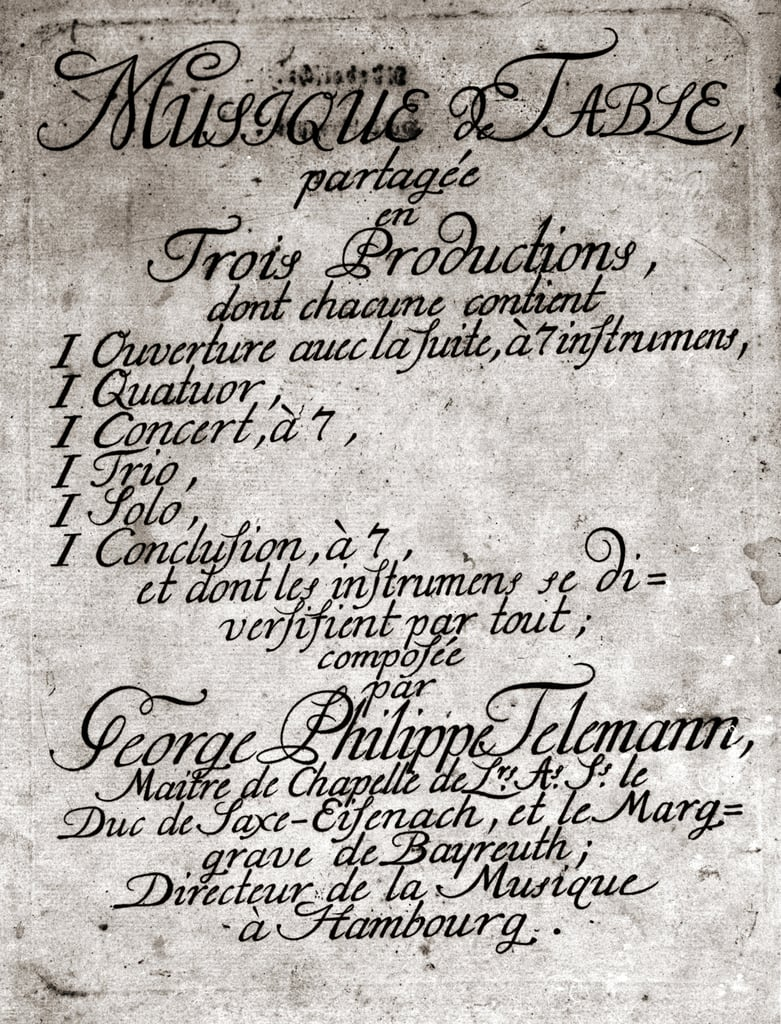
Frontispiz der Partitur zu „Musique de table“(Tafelmusik)

Tafelmusik (der Originaltitel lautet Musique de table) ist eine 1733 veröffentlichte Sammlung von Instrumentalwerken des Komponisten Georg Philipp Telemann (1681–1767). Das Werk ist eine der bekanntesten Kompositionen Telemanns; es ist Höhepunkt und gleichzeitig eines der letzten Beispiele höfischer Tafelmusik.

## Veröffentlichung
Die Komposition richtete sich vor allem an wohlhabende Musikfreunde. Acht Reichstaler kostete der in Kupfer gestochene Stimmensatz des umfangreichen Werks – ein exorbitanter Preis, wenn man in Betracht zieht, dass Johann Sebastian Bach die gleiche Summe erhielt, um damit das gesamte Orchester, inklusive Pauken und Trompeten, für eine höfische Huldigungsmusik zu entlohnen.
Es fanden sich mehr als 200 Subskribenten, die bereit waren, den Kaufpreis im Voraus zu bezahlen, und deren Name, Stand und Wohnort in der Erstauflage mitveröffentlicht wurde. Die illustre Liste umfasste neben gekrönten Häuptern, adeligen Damen und Kaufleuten auch Musiker und Komponisten aus dem In- und Ausland – darunter Händel aus London, Pisendel und Quantz aus Dresden und Blavet aus Paris.
Telemann, der zum Zeitpunkt der Veröffentlichung Musikdirektor von Hamburg war, reimte über seine Veröffentlichung:
„Diß Werk wird hoffentlich mir einst zum Ruhm gedeien,
Du aber wirst den Wehrt zu keiner Zeit bereuen …“
Max Seiffert, Musikwissenschaftler, wies achtzehn verschiedene Zitate aus der Tafelmusik in Händels Werk nach – dies galt damals nicht als Plagiat. Ganz im Gegenteil fühlte sich Telemann geschmeichelt, zumal sich Händel durch Beschaffung seltener Pflanzen bei seinem alten Freund revanchierte.

## Aufbau
Das Werk gliedert sich in drei Teile („Produktionen“) mit gleichem Aufbau: Sie beginnen mit einer groß besetzten Ouverture, dann folgt ein Quartett für drei Instrumente und Continuo, ein Konzert für mehrere Soloinstrumente und Streicher, eine Triosonate und eine Solosonate mit Continuo. Den Abschluss bildet jeweils ein Satz, den Telemann mit Conclusion überschreibt: Er nimmt Tonart und Besetzung der einleitenden Ouverture wieder auf; im Übrigen folgen Besetzungen und Tonart keinem erkennbaren Schema.
Mit Ouvertüre, Konzert, Trio- und Solosonate sowie dem sonst im Barock seltenen, von Telemann aber bevorzugten Quartett, bietet jeder Teil je ein Beispiel der wichtigsten instrumentalen Genres.

### Musique de table, 1. Production
Ouverture (Suite) in e-Moll, TWV 55:e1

für zwei Flöten, Streicher und Continuo
- I. Ouverture: Lentement - Vite - Lentement
- II. Rejouissance
- III. Rondeau
- IV. Loure
- V. Passepied
- VI. Air
- VII. Gigue

Quartett in G-Dur, TWV 43:G2

für Flöte, Oboe, Violine und Continuo
- I. Largo - Allegro - Largo
- II. Vivace - Moderato - Vivace
- III. Grave
- IV. Vivace

Concerto in A-Dur,  TWV 53:A2

für Flöte, Violine, Violoncello, Streicher und Continuo
- I. Largo
- II. Allegro
- III. Grazioso
- IV. Allegro

Trio in Es-Dur, TWV 42:Es1

für zwei Violinen und Continuo
- I. Affettuoso
- II. Vivace
- III. Grave
- IV. Allegro

Sonata in h-Moll, TWV 41:h4

für Flöte und Continuo
- I. Cantabile
- II. Allegro
- III. Dolce
- IV. Allegro

Conclusion in e-Moll, TWV 50:5

für zwei Flöten, Streicher und Continuo
- Sinfonia

### Musique de table, 2. Production
Ouverture (Suite) in D-Dur, TWV 55:D1

für Oboe, Trompete, Streicher und Continuo
- I. Ouverture
- II. Air: Tempo giusto
- III. Air: Vivace
- IV. Air: Presto
- V. Air: Allegro

Quartett in d-Moll, TWV 43:d1

für zwei Querflöten, Blockflöte (oder Fagott) und Continuo
- I. Andante
- II. Vivace
- III. Largo
- IV. Allegro

Concerto in F-Dur, TWV 53:F1

für drei Violinen, Streicher und Continuo
- I. Allegro
- II. Largo
- III. Vivace

Trio in e-Moll, TWV 42:e2

für Flöte, Oboe und Continuo
- I. Affettuoso
- II. Allegro
- III. Dolce
- IV. Vivace

Sonata in A-Dur, TWV 41:A4

für Violine und Continuo
- I. Andante
- II. Vivace
- III. Cantabile
- IV. Allegro – Adagio – Allegro – Adagio

Conclusion in D-Dur, TWV 50:9

für Oboe, Trompete, Streicher und Continuo
- Allegro – Adagio – Allegro

### Musique de table, 3. Production
Ouverture (Suite) in B-Dur, TWV 55:B1

für zwei Oboen, Fagott, Streicher, Continuo
- I. Ouverture
- II. Bergerie (un peu vivement)
- III. Allegresse (vite)
- IV. Postillons
- V. Flaterie
- VI. Badinage (très vite)
- VII. Menuet

Quartett in e-Moll, TWV 43:e2

für Flöte, Violine, Violoncello und Continuo
- I. Adagio
- II. Allegro
- III. Dolce
- IV. Allegro

Concerto in Es-Dur, TWV 54:Es1

für zwei Hörner, Streicher und Continuo
- I. Maestoso
- II. Allegro
- III. Grave
- IV. Vivace

Trio in D-Dur, TWV 42:D5

für zwei Flöten und Continuo
- I. Andante
- II. Allegro
- III. Grave – Largo – Grave
- IV. Vivace

Sonata in g-Moll, TWV 41:g6

für Oboe und Continuo
- I. Largo
- II. Presto: Tempo giusto
- III. Andante
- IV. Allegro

Conclusion in B-Dur, TWV 50:10

für zwei Oboen, Fagott, Streicher, Continuo
- Furioso